# Aoplus naganonis
Aoplus naganonis là một loài tò vò trong họ Ichneumonidae.